# E 1999 Eternal
E 1999 Eternal è il secondo album del gruppo musicale Midwest rap Bone Thugs-n-Harmony, pubblicato il 25 luglio 1995 sotto la casa discografica Ruthless Records. Il disco fu ripubblicato al seguito della morte di Eazy-E, noto rapper del gruppo N.W.A..

## Informazioni
Dopo il successo del primo "Creepin On Ah Come Up", "E 1999 Eternal" divenne anch'esso un ottimo album, che seppe ricevere recensioni positive dalla critica.
Raggiunse la posizione n.1 della classifica Billboard 200, dove rimase per 2 settimane. Fu certificato quattro volte disco di platino negli USA. Vendette più di 10 milioni di copie.
L'album contiene i singoli "East 1999", "1st Of Tha Month" e "Tha Crossroads", tutte hit di successo. Le produzioni principali sono quelle di DJ U-Neek e Eazy-E.
"E 1999 Eternal" rimane attualmente l'album più venduto del gruppo, nonché uno degli album più apprezzati del decennio.

## Tracklists

### Tracklist ufficiale
1. Da Introduction - 4:25
2. East 1999 - 4:21
3. Eternal - 4:03
4. Crept And We Came - 5:03
5. Down '71 (The Getaway) - 4:50
6. Mr. Bill Collector - 5:01
7. Budsmokers Only - 3:31
8. Crossroads - 3:44
9. Me Killa - 0:56
10. Land Of Tha Heartless - 3:05
11. No Shorts, No Losses - 4:52
12. 1st Of Tha Month - 5:14
13. Buddah Lovaz	- 4:43
14. Die Die Die - 2:52
15. Mr. Ouija 2 - 1:16
16. Mo' Murda - 5:44
17. Shotz To Tha Double Glock - 4:43
18. Tha Crossroads (D.J. U-Neek's Mo Thug Remix) (Bonus track)- 3:46

### Tracce tagliate fuori dall'album
1. Gangsta Street (feat. Gangsta Dresta)
2. Artillery Shop
3. Cuz We Eazy
4. Down '71 (The Getaway) (Pre-Release)
5. No Shorts, No Lossess (Pre-Release)
6. Tha Crossroads (Remix) (feat. Flesh-N-Bone)
7. Sleepwalkers (feat. Eazy-E)
8. Mr. Bill Collector (Original Version) (feat. Eazy-E)
9. Land Of Tha Heartless (Original Version) (feat. Flesh-N-Bone)
10. Strictly For My Grind (feat.Bizzy Bone)  (Original feat. Eazy-E)

## Posizioni in classifica

### Album
| Classifica (1995)                      | Posizione massima |
| -------------------------------------- | ----------------- |
| Billboard 200 (USA)                    | 1                 |
| Billboard Top R&B/Hip Hop Albums (USA) | 1                 |

### Singoli
| Canzone          | Classifica (1995)                     | Posizione massima |
| ---------------- | ------------------------------------- | ----------------- |
| 1st Of Tha Month | Billboard Hot 100 (USA)               | 14                |
| 1st Of Tha Month | Billboard Hot R&B/Hip-Hop Songs (USA) | 12                |
| 1st Of Tha Month | Billboard Hot Rap Tracks (USA)        | 4                 |
| East 1999        | Billboard Hot 100 (USA)               | 62                |
| East 1999        | Billboard Hot R&B Hip-Hfp O�ngs (USA) | 39                |
| East 1999        | Billboard Hot Rap Tracks (USA)        | 8                 |
| Canzone          | Classifica (1996)                     | Posizione massima |
| Tha Crossroads   | Billboard Hot 100 (USA)               | 1                 |
| Tha Crossroads   | Billboard Hot R&B/Hip-Hop Songs (USA) | 1                 |
| Tha Crossroads   | Billboard Hot Rap Tracks (USA)        | 1                 |

## Critica
| Recensione su        | Giudizio                                                  |
| -------------------- | --------------------------------------------------------- |
| All Music Guide      | link                                                      |
| The Source           |                                                           |
| Rolling Stone        | link                                                      |
| NME                  | link Archiviato il 16 marzo 2008 in Internet Archive.     |
| Q                    |                                                           |
| Amazon.com           |                                                           |
| Entertainment Weekly | B- link Archiviato il 24 aprile 2008 in Internet Archive. |